# J. Erik Blomberg
Johan Erik Blomberg, känd som J. Erik Blomberg, född 20 juni 1885 i Rappestads församling, Östergötlands län, död 2 juni 1980, var en svensk skolledare och författare.
Efter mogenhetsexamen i Norrköping 1904 blev Blomberg filosofie kandidat vid Uppsala universitet 1909. Han var lärare vid Lunnevads folkhögskola 1909–1910, vid Bollnäs enskilda mellanskola 1910–1926, rektor där 1912–1926, vid Bollnäs kommunala mellanskola 1926–1931, vid Bollnäs samrealskola från 1928 och vid Bollnäs kommunala gymnasium från 1948. Han var ordförande i biblioteksstyrelsen, i Bollnäs föreläsningsförening och i Riksteaterns lokalstyrelse.
Blomberg utgav 1958–1964 tre volymer i ett större verk om Bollnäs historia. En fortsättning var planerad, men kom ej att färdigställas av honom. Denna bokserie kom därför att på uppdrag av Bollnäs sockens hembygdsförening fortsättas av andra författare. Sålunda utkom del 4, En bok om Bollnäs finnskog av Helge Törnros 1984, del 5, Komminister Carl-David Othzén: Finnskogens "don Camillo" eller Gruvbergsprästen av Arne Sandin 1998, del 6 Vittsjön: Bollnäs största finnskogsby av Rune Ryngebo 1999 och del 7, Bollnäs under tusen år, 1000–2000 samma år.